# Skrzydłolis
Skrzydłolis (Pteralopex) – rodzaj ssaków z podrodziny Pteropodinae w obrębie rodziny rudawkowatych (Pteropodidae).

## Rozmieszczenie geograficzne
Rodzaj obejmuje gatunki występujące endemicznie na Wyspach Salomona.

## Morfologia
Długość ciała 161–285 mm, długość ucha 14–26 mm, długość tylnej stopy 42–65 mm, długość przedramienia 112–169 mm; masa ciała 225–790 g.

## Systematyka
Rodzaj zdefiniował w 1888 roku angielski zoolog Oldfield Thomas w artykule zatytułowanym Diagnozy sześciu nowych ssaków z Wysp Salomona, opublikowanym na łamach „The Annals and magazine of natural history”. Gatunkiem typowym jest (oznaczenie monotypowe) skrzydłolis sierpozębny (P. atrata).

### Etymologia
Pteralopex: πτερον pteron ‘skrzydło’; αλωπηξ alōpēx, αλωπεκος alōpekos ‘lis’.

### Podział systematyczny
Do rodzaju należą następujące gatunki:
| Grafika | Gatunek              | Autor i rok opisu | Nazwa zwyczajowa         | Podgatunki         | Rozmieszczenie geograficzne | Podstawowe wymiary                                                  | Status IUCN |
| ------- | -------------------- | ----------------- | ------------------------ | ------------------ | --- | ------------------------------------------------------------------- | ----------- |
|         | Pteralopex anceps    | Andersen, 1909    | skrzydłolis żółtobrzuchy | gatunek monotypowy | Papua-Nowa Gwinea (Wyspa Bougainville’a) oraz Wyspy Salomona (Choiseul) i być może Santa Isabel; zakres wysokości: 0–1900 m n.p.m.      | DC: 23–28 cm DO: bezogonowy DP: 14,1–16 cm MC: 600–700 g            | EN          |
|         | Pteralopex atrata    | O. Thomas, 1888   | skrzydłolis sierpozębny  | gatunek monotypowy | endemit Wysp Salomona: Nowa Georgia i Guadalcanal; zakres wysokości: 0–400 m n.p.m.                                                     | DC: 19,6–24 cm DO: bezogonowy DP: 12,9–14,7 cm MC: 438–506 g        | EN          |
|         | Pteralopex pulchra   | Flannery, 1991    | skrzydłolis górski       | gatunek monotypowy | endemit Wysp Salomona: znany tylko z holotypu w górach Guadalcanalu; zakres wysokości: 1200–2500 m n.p.m.                               | DC: około 16,1 cm DO: bezogonowy DP: około 11,8 cm MC: około 280 g  | CR          |
|         | Pteralopex taki      | Parnaby, 2002     | skrzydłolis dziuplowy    | gatunek monotypowy | endemit Wysp Salomona: Kolombangara, Nowa Georgia i Vangunu; zakres wysokości: 0–400 m n.p.m.                                           | DC: około 19 cm DO: bezogonowy DP: około 11,2–12,3 cm MC: 225–351 g | VU          |
|         | Pteralopex flanneryi | K.M. Helgen, 2005 | skrzydłolis samotny      | gatunek monotypowy | Papua-Nowa Gwinea (Buka i Wyspa Bougainville’a) i Wyspy Salomona (Choiseul, Barora Fa i Santa Isabel); zakres wysokości: 0–200 m n.p.m. | DC: 25–28 cm DO: bezogonowy DP: 15,9–16,9 cm MC: około 790 g        | CR          |

Kategorie IUCN:  VU  – gatunek narażony,  EN  – gatunek zagrożony,  CR  – gatunek krytycznie zagrożony.